# Clipe de pão

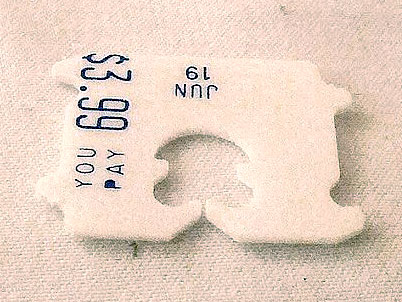
Um clipe de pão branco

Um clipe de pão é um objeto usado para manter os sacos plásticos fechados, como aqueles de pão de forma. Eles também são comumente chamados de etiquetas de pão, fecho ou clipes de saco de pão. Ao usar um clipe de pão, é possível tornar mais seguro o armazenamento de qualquer conteúdo por mais tempo. Em alguns casos, a cor do clipe indica o dia em que foi assado, embora não exista um padrão universal para o código de cores.

## Grampos de pão simples

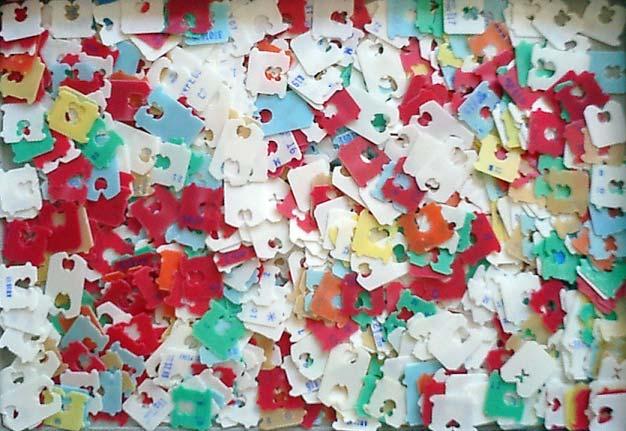
Uma variedade de clipes de pão.

A maioria dos modelos de clipes de pão consiste em uma única peça plástica através da qual o bocal de uma sacola plástica pode ser enfiado. Como esses grampos de pão,ou fechos, são baratos, onipresentes e apresentam uma variedade de formas e cores, algumas pessoas os colecionam.
A maior parte dos clipes de pão é composta de plástico nº 6 em poliestireno (PS)  mas a empresa KLR Systems também faz clipes de pão de papelão.
Esses clipes também são usados para o leite ensacado . Em Ontário, Quebec, New Brunswick e Nova Escócia, Canadá, a embalagem mais comum é a de 4 litros - três sacolas seladas de 1,33 litro em uma sacola maior, que é fechada com um clipe e impressa com a data de vencimento prevista do leite.

## Grampos de pão mecânicos
Um design de clipe de pão mais complexo envolve duas peças plásticas articuladas montadas em um pivô com uma mola entre elas para fornecer tensão para impedir que o pão estrague.

## Classificação adicional
O Holotypic Occlupanid Research Group, também conhecido como HORG, é um site de paródias que tenta classificar clipes de pão como se fossem organismos biológicos, usando princípios básicos de taxonomia e sistemática .

## História
O clipe de pão foi inventado por Floyd G. Paxton e fabricado pela Kwik Lok Corporation, com sede em Yakima, Washington, com fábricas em Yakima e New Haven, Indiana. Os clipes da Kwik Lok Corporation são chamados de "fechos Kwik Lok".
Floyd Paxton era conhecido por sempre contar a história sobre como ele teve a ideia do clipe de pão. De acordo com Paxton, ele estava voltando para casa em um voo no ano de 1952 e abriu um saco de amendoins; até que ele percebeu que não tinha como fecha-lo novamente. Ele vasculhou sua carteira e encontrou um cartão de crédito vencido e esculpiu seu primeiro clipe de sacos plásticos com uma faca pequena. Quando uma empresa empacotadora de frutas, a Pacific Fruit, quis substituir os elásticos por um melhor fechamento de embalagens para suas novas sacolas plásticas, Paxton lembrou-se de sua sacola de amendoins. Ele fez outro clipe com um pequeno pedaço de acrílico. Com uma encomenda gigantesca de milhares de clipes, Paxton projetou uma máquina capaz de cortar e  produzir os clipes em alta velocidade. Apesar de várias tentativas, Floyd nunca conseguiu patentear os clipes nos Estados Unidos. No entanto, ele ganhou inúmeras patentes para a "máquina de fechamento de embalagens" de alta velocidade que fazia os clipes, inseria o pão nos sacos e aplicava os clipes no produto acabado. O clipe de pão foi desenvolvido no início dos anos 50 durante uma crescente necessidade de fechar os sacos plásticos eficientemente nas linhas de produção. Os fabricantes, usando cada vez mais automação na fabricação e embalagem de alimentos, precisavam de métodos para aumentar os volumes de produção e reduzir custos. Ao mesmo tempo, uma população apressada de consumidores queria uma maneira rápida e fácil de abrir e selar efetivamente os sacos de alimentos. O simples clipe de pão foi suficiente. Além disso, a possibilidade de poder fechar uma embalagem, antes aberta, novamente; tornou-se uma forma de vender mais, já que as famílias passaram a ficar menores e os custos de vida mais altos, causando uma diminuição de consumo de produtos perecíveis, já que estes estragavam com mais facilidade.
A Kwik Lok Corporation continua a ser o principal fabricante de clipes de pão, tendo a Schutte como sua concorrente européia.